# Fattore neurotrofico delle cellule derivate della linea gliale
I fattori neurotrofici delle cellule derivate della linea gliale (GDNF) sono una serie di ormoni prodotti dalle cellule del Sertoli, che sono parte del sistema endocrino.
Essi includono la neuturina (NRTN), artemina (ARTN) e persefina (PSPN). I GDNF si legano a una specifica famiglia di recettori (GFR, Glial Family Receptors): i GDNF si legano preferibilmente al recettore GFRα1 (che a sua volta attiva il recettore tirosina cinasi RET), la NRTN si lega preferibilmente al recettore GFRα2, l'ARTN si lega al recettore GFRα3 e la PSPN si lega al recettore GFRα4 (Airaksinen and Saarma, 2002; Sariola and Saarma, 2003).
I fattori GDNF migliorano la sopravvivenza dei neuroni dopaminergici (cioè che producono la dopamina, un neurotrasmettitore) nel mesencefalo (Lin et al., 1993). Inoltre, migliora anche la proliferazione e sopravvivenza dei neuroni enterici (Airaksinen e Saarma, 2002; Granholm et al., 2000; Sariola e Saarma, 2003).

## Presentazione
I fattori GDNF sono stati testati come trattamento contro la malattia di Parkinson; la Amgen, durante la fase I di un esperimento clinico, ha iniettato a cadenza mensile i GDNF attraverso la liatermina in 34 pazienti affetti da Parkinson; nessun risultato positivo è stato raggiunto dopo 6 mesi di trattamento (Lang et al., 2006). In un altro esperimento in fase I svolto nel Regno Unito, una dose di GDNF è stata somministrata giornalmente a 5 pazienti affetti dal Parkinson attraverso una pompa inserita nell'addome per 6 mesi; dei risultati positivi sono stati raggiunti e si sono registrati meno effetti collaterali rispetto all'iniezione diretta (Gill et al., 2003; Love et al., 2005). Un terzo esperimento in fase I condotto all'Università del Kentucky ha mostrato dei risultati positivi in 10 pazienti affetti da Parkinson; ai pazienti è stata somministrata una dose giornaliera di GDNF con un catetere impiantato nel cranio per 8 settimane (2 mesi circa). I pazienti hanno mostrato un miglioramento dell'equilibrio motorio bilaterale e dell'andatura (Slevin et al., 2005).
Alcuni studi preclinici svolti sui ratti e primati indicano che la somministrazione di GDNF in caso di lesioni porta a un miglioramento della rigenerazione neuronale e riduce i sintomi della lesione (Bartus et al., 2011; Gasmi et al., 2007; Richardson et al., 2011). Inoltre, gli animali affetti dalla malattia di Huntington che esprimono un alto livello di GDNF tramite vettore virale (Kells et al., 2004) mostrano un miglioramento nella sopravvivenza neuronale.
Alcuni dei percorsi correlati al GDNF sono il PIDK/AKT e il MEK/ERK (Charoy et al., 2012; Euteneuer et al., 2013; McAlhany et al., 2000; Oatley et al., 2007; Paratcha et al., 2003; Tang et al., 2002; Villegas et al., 2006).
I topi knockout in cui il gene che esprime i GDNF muoiono poco dopo la nascita a causa della mancanza (agenesi) dei reni, dello sviluppo molto scarso del fegato e della mancanza di neuroni enterici (Costantini, 2010; Pichel et al., 1996; Sanchez et al., 1996).
Al di fuori del sistema nervoso, il GDNF regola la spermatogenesi (Chen et al., 2005; Meng et al., 2000) e promuove la rigenerazione e proliferazione delle cellule staminali delle ghiandole salivali (Xiao et al., 2014). Le cellule del Sertoli si trovano infatti nei tubuli seminiferi dei testicoli. Il GDNF è prodotto anche dalle cellule mesenchimali, cioè da un tipo di cellule staminali nel midollo osseo; questo GDNF riesce a facilitare la rigenerazione dei neuroni motori nei ratti (Krakora et al., 2013).
La neuturina (NRTN) nello specifico porta alla rigenerazione dei neuroni dopaminergici (Liu et al., 2009; Vourc'h et al., 2005) e supporta la sopravvivenza e proliferazione dei neuroni enterici attraverso il percorso RET (Heuckeroth et al., 1998). Nei ratti allo stadio embrionale, si occupa anche dello sviluppo e rigenerazione delle ghiandole salivali (Hai et al., 2014; Knox et al., 2013).
La persefina (PSPN) supporta la sopravvivenza dei neuroni motori (Milbrandt et al., 1998) e aumenta la sopravvivenza dei neuroni dopaminergici (Akerud et al., 2002; Roussa et al., 2008) e delle cellule staminali mesenchimali (Yin et al., 2014).

## I GDNF in oncologia
I fattori GDNF sono anche collegati alla crescita di cellule cancerogene, alle metastasi e alla resistenza alle terapie (Poteriaev e Saarma, 2001). Infatti, portano alla crescita del neuroblastoma (Komminoth et al. 1996), cancro al seno (Banerjee et al., 2012; Ding et al., 2014), cancro al polmone (Rudin et al., 2014), cancro alla tiroide (Hong et al., 2008; Wells e Santoro, 2009), cancro al pancreas (Donahue e Hines, 2009) e cancro ai testicoli (Sariola and Meng 2003).
Il GDNF promuove anche le metastasi del tumore al cervello (Ilhan-Mutlu et al., 2013), il carcinoma squamocellulare della testa e collo (Roh et al. 2015), il glioma (Shabtay-Orbach et al., 2014), cancro al pancreas (He et al., 2014; Wang et al. 2014b) e il cancro al colon (Huang et al., 2014). Infine, i GDNF aumentano la resistenza alla chemioterapia nella prostata (Huber et al. 2015) e in caso di cancro al seno (Ding et al., 2014; Morandi et al., 2013); di contro, la riduzione di GDNF diminuisce le metastasi del cancro alla ghiandola mammaria e il dolore correlato nelle ossa dei ratti (Meng et al., 2015).